# Suchoj Su-15
Suchoj Su-15, förkortat Su-15 (ryska: Сухой Су-15, Су-15. NATO-rapporteringsnamn: Flagon), var ett jetdrivet jaktflygplan som utvecklades av Sovjetunionen under det kalla kriget.
Första flygningen med planet utfördes 1962 och fram till 1979 producerades över 1 200 exemplar av flygplanet. 
Su-15 exporterades aldrig utanför Sovjetunionen och efter neddragningsavtalen under det tidiga 1990-talet togs snart alla Su-15-plan ur tjänst. 1993 hade de flesta plan skrotats för att ersättas av modernare jaktplan som Suchoj Su-27 och Mikojan-Gurevitj MiG-31. 

## Historia
Under det tidiga 1960-talet hade USA börjat flyga med sitt nya bombplan Boeing B-52 Stratofortress. Sovjetunionens dåvarande långdistansjaktflyg av modellen Suchoj Su-9 och dess vidareutveckling Suchoj Su-11 ansågs ha för många tillkortakommanden för att effektivt kunna slå ut denna nya typ av plan och ett nytt jaktflyg från flygtillverkaren Suchoj beställdes. Sukhoj tog flygkroppen från Su-9 och placerade luftintagen på sidan av planet istället för i nosen och fick då plats med en större och mer avancerat flygradar i nospartiet. Man gjorde planet tvåmotorigt istället för enmotorigt och fick då mera kraft. Planet visade sig senare ha dåligt stabilitet vid start och landning och man uppdaterade vingformen på planet för att motverka detta.
Det första planet, som då hade beteckningen T-58, testflögs för första gången i maj 1962 och introducerades i det sovjetiska flygvapnet den 3 april 1965. Flera uppdaterade versioner tillkom under åren och totalt tillverkades över 1.200 flygplan fram till 1979 då produktionslinjen lades ner. Suchoj försökte få ytterligare en kraftigt uppdaterad version i produktion men Moskva valde istället att beställa MiG-23 från Mikojan.
Su-15 fortsatte i tjänst i det sovjetiska flygvapnet fram till slutet av 1980-talet. I samband med nedrustningsavtalen mellan Nato och Sovjetunionen valde man att skrota Su-15 systemet och ersätta det med färre men mer moderna jaktflyg som Su-27 och MiG-31. De flesta plan skrotades snabbt och Ryssland tog det sista planet ur tjänst 1993. Ett fåtal plan fortsatte flyga i det ukrainska flygvapnet fram till 1996.   

## Olyckor
Su-15 var under sin tjänstgöringstid involverad i flera incidenter, bland annat med det svenska flygvapnet år 1985. Under ett rutinmässigt spaningsuppdrag över Östersjön fick ett svenskt Saab 37 Viggen ett sovjetiskt Su-15 som sällskap. När Viggenpiloten utförde avancerade manövrar på låg höjd för att bli av med sin efterföljare slutade det med att det sovjetiska planet slog ner i vattnet och piloten omkom.

## Varianter
Exempel på varianter:
- T-58
- T-58D-1
- T-58D-2
- Su-15
- T-58M
- Su-15UT
- Su-15U
- Su-15TM
- Su-15UM
- Su-15bis
- Su-15IFR

## Bilder

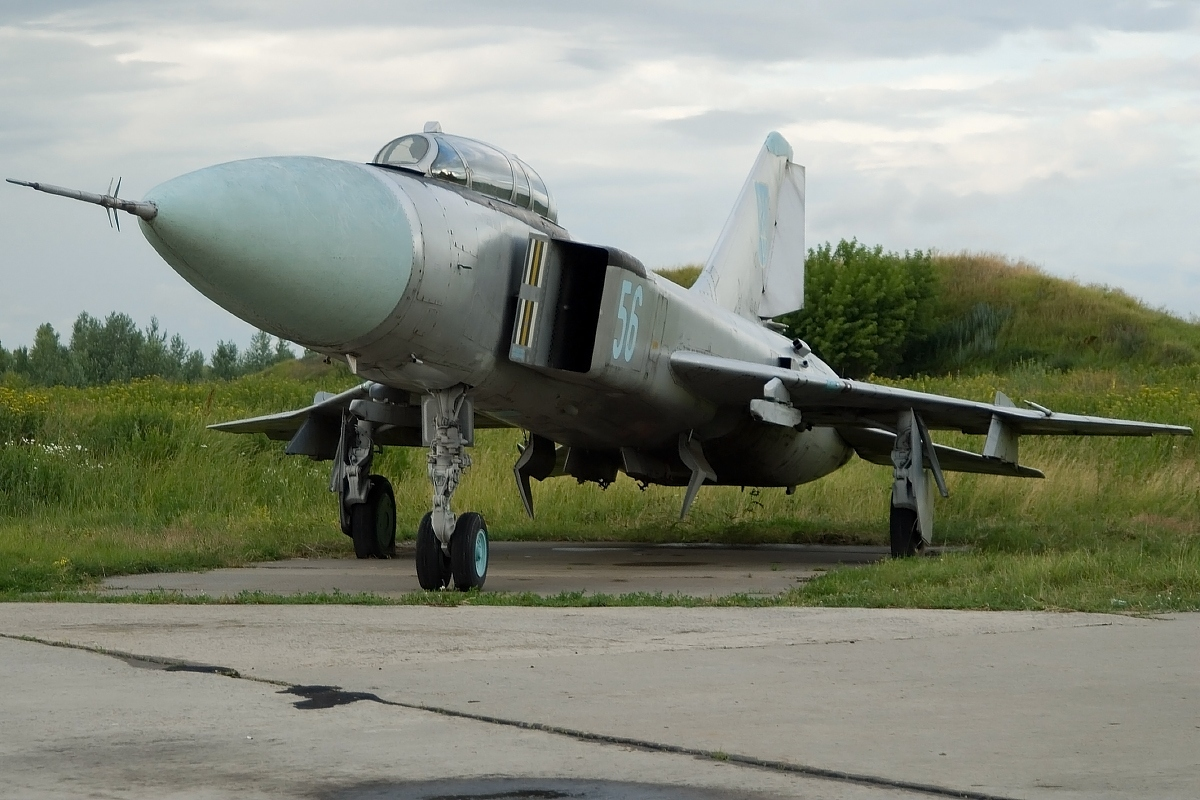
En ukrainsk Su-15.
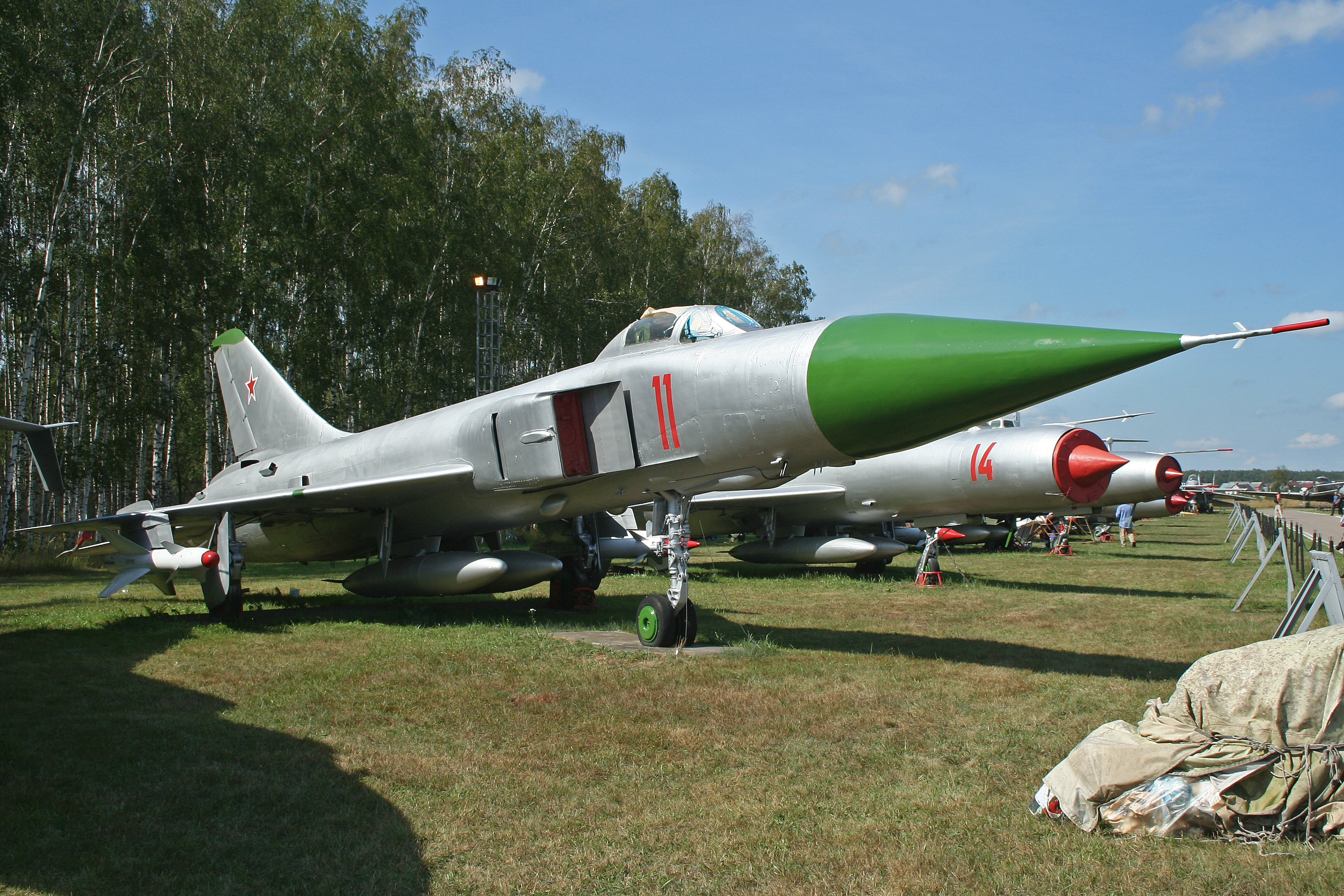
T58L.
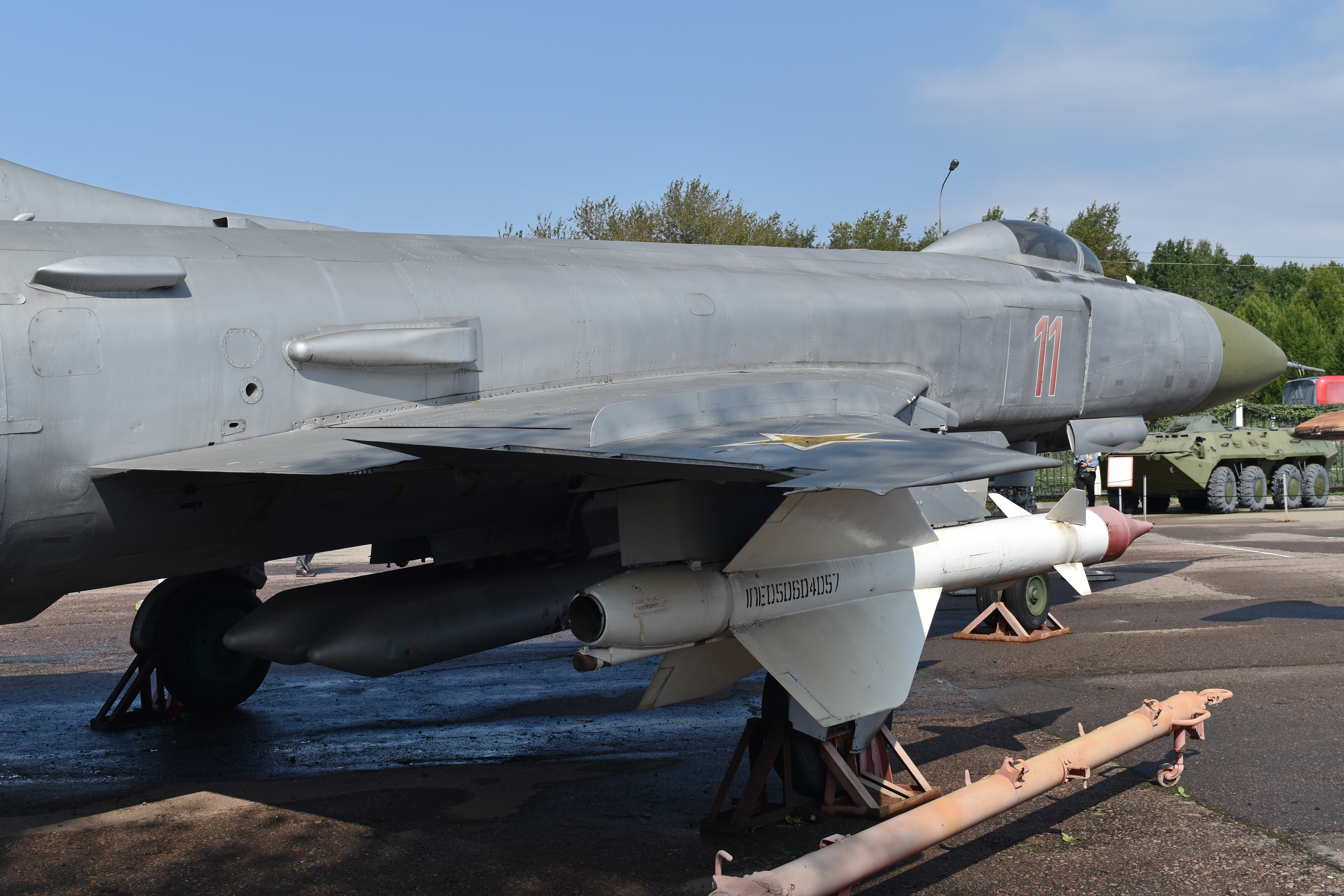
Su-15TM.
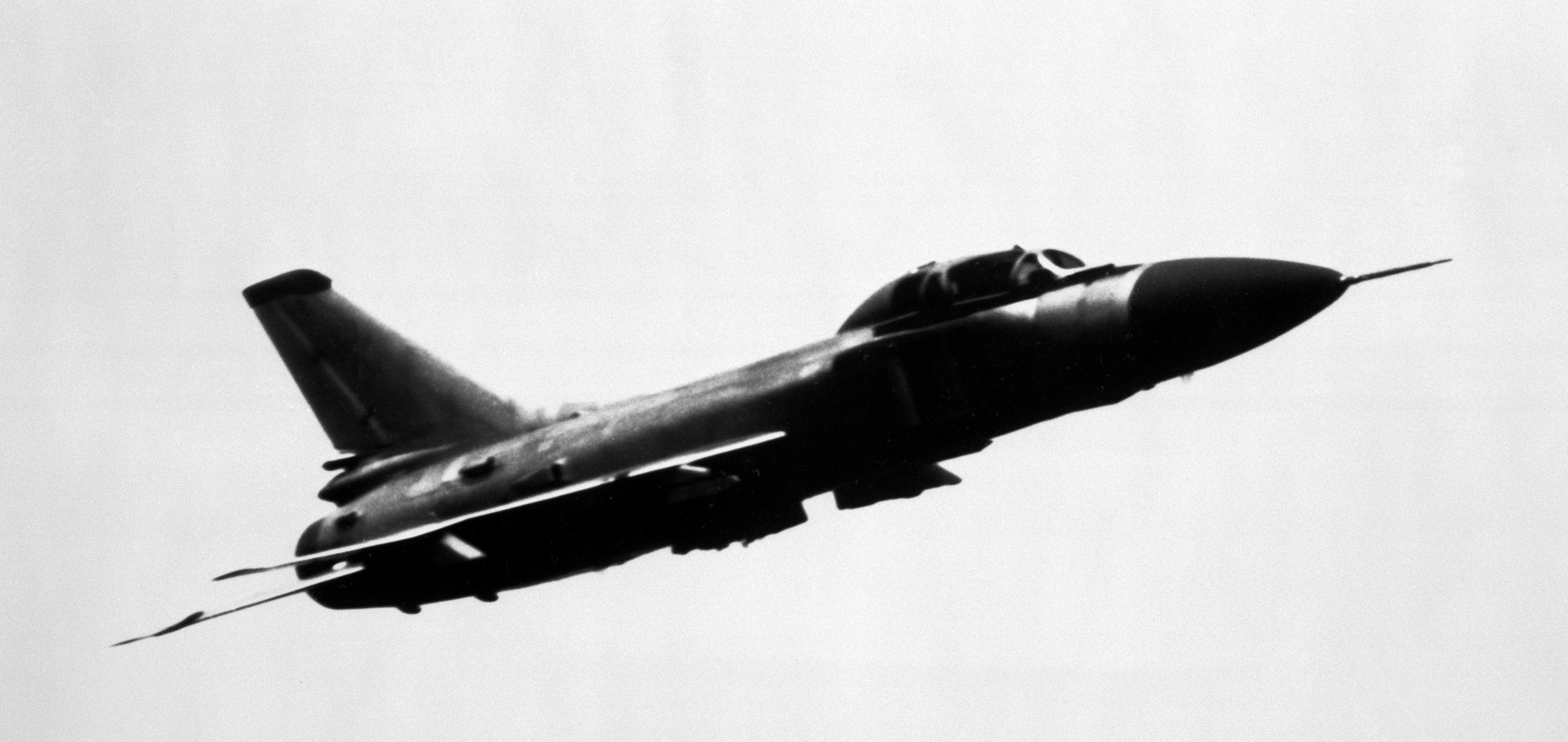
Su-15UM.
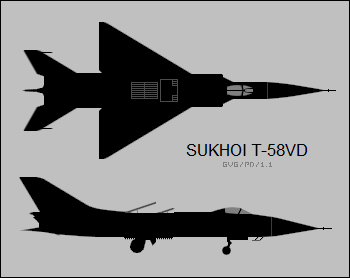
T-58VD.